# Kościół św. Anny w Konotopie
Kościół pw. Świętej Anny – rzymskokatolicki kościół filialny należący do parafii Narodzenia św. Jana chrzciciela w Kolsku (dekanat Sława diecezji zielonogórsko-gorzowskiej).

## Architektura
Obecną barokową formę świątynia otrzymała w 1706 roku, po przebudowie starszego kościoła. Budowla jest orientowana, murowana, jednonawowa wzniesiona na rzucie wielokąta, posiadająca wyodrębnione prezbiterium oraz kaplice od strony południowej i północnej. Wyposażenie wnętrza reprezentuje style: późnorenesansowy i barokowy.

## Galeria

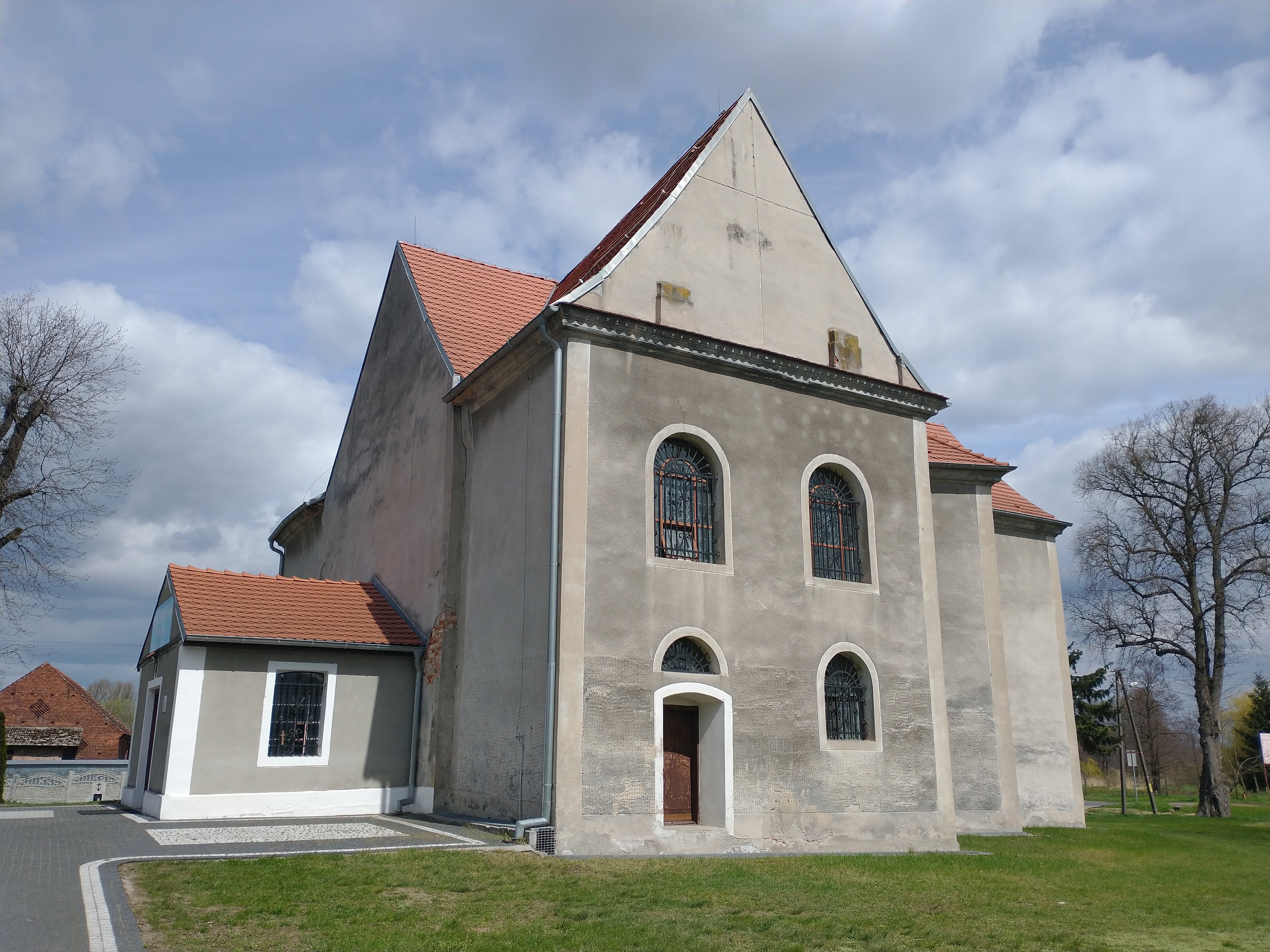
Widok od strony kruchty
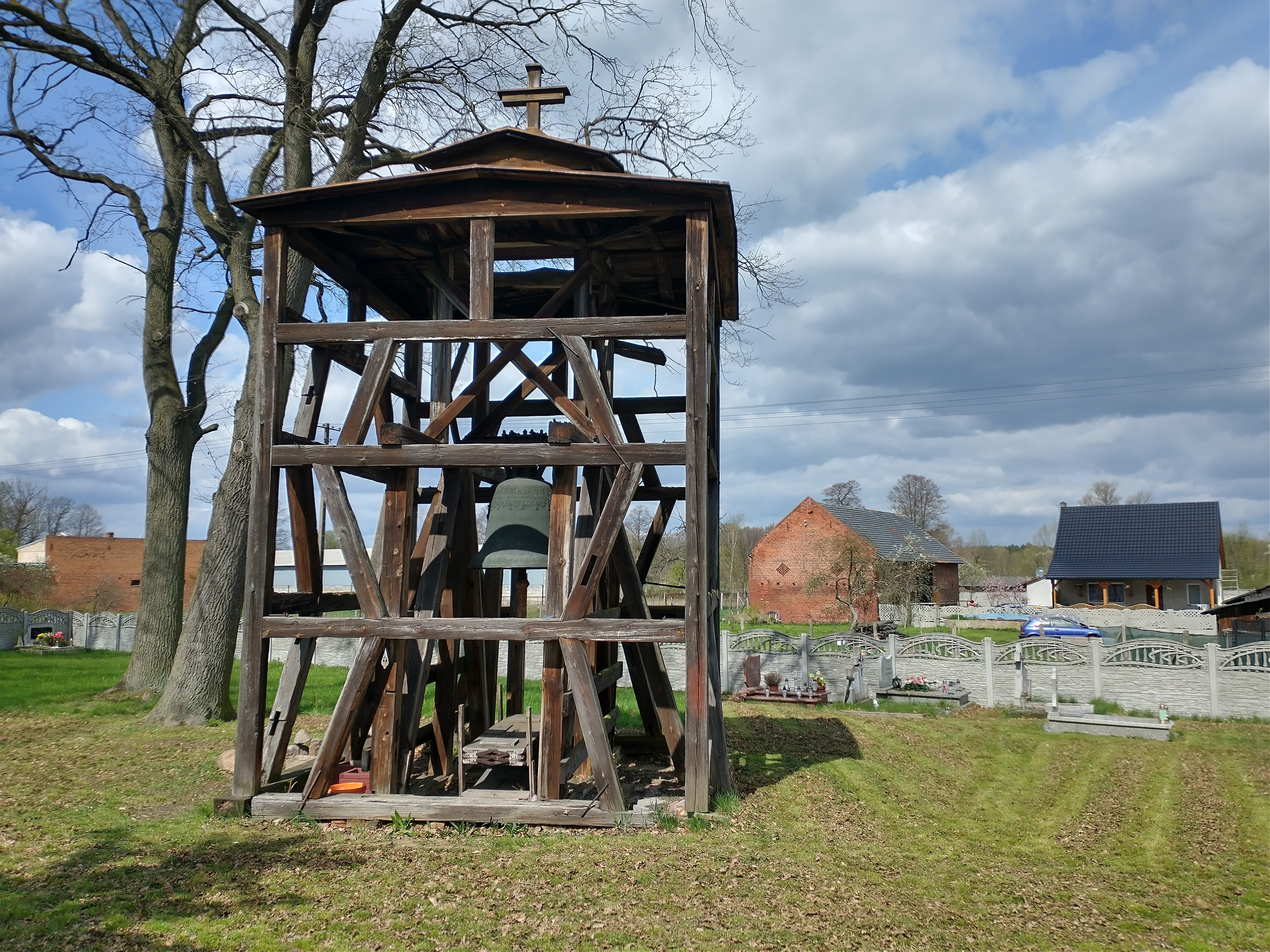
Dzwonnica
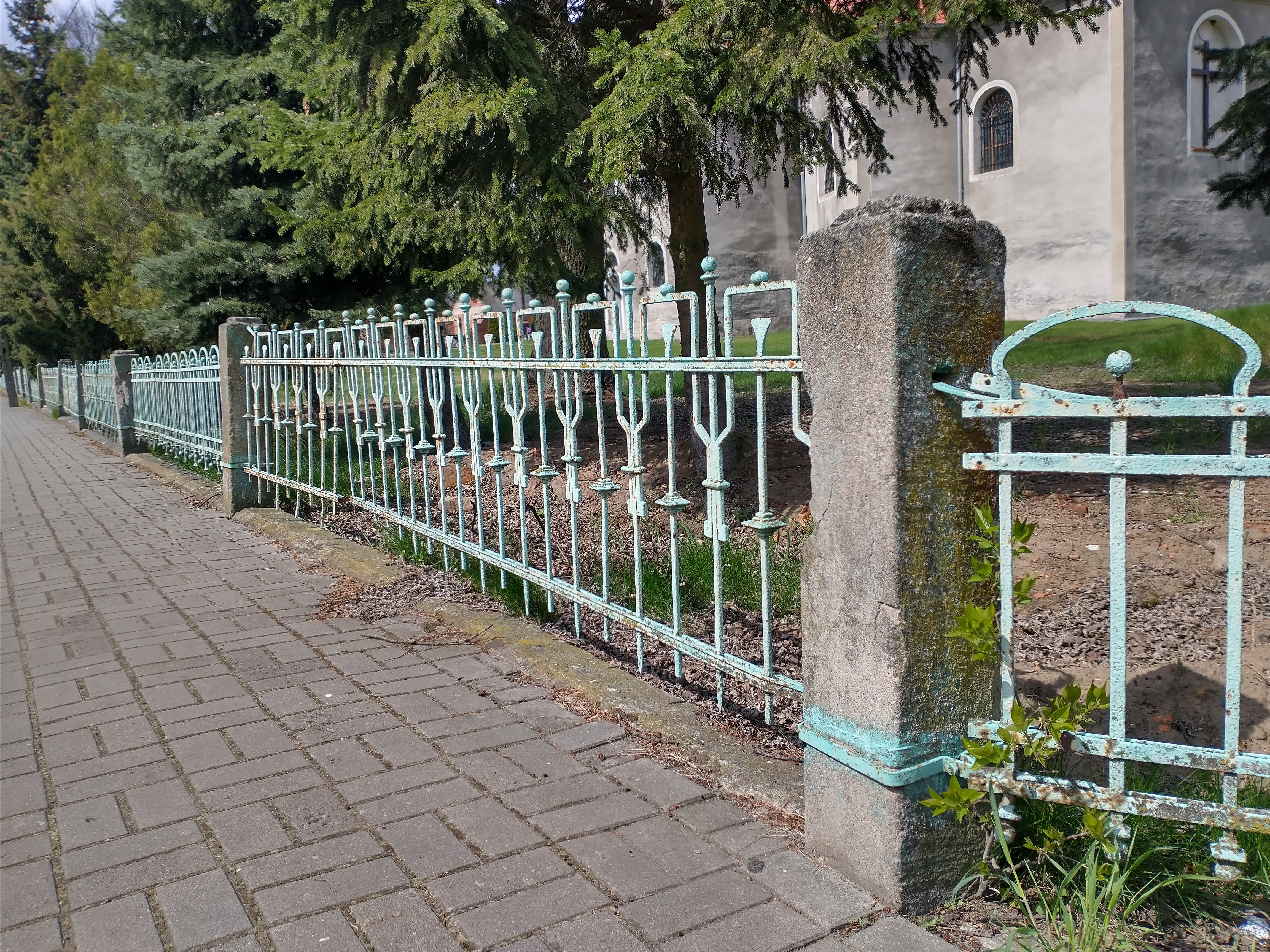
Secesyjne ogrodzenie